# Pendículo

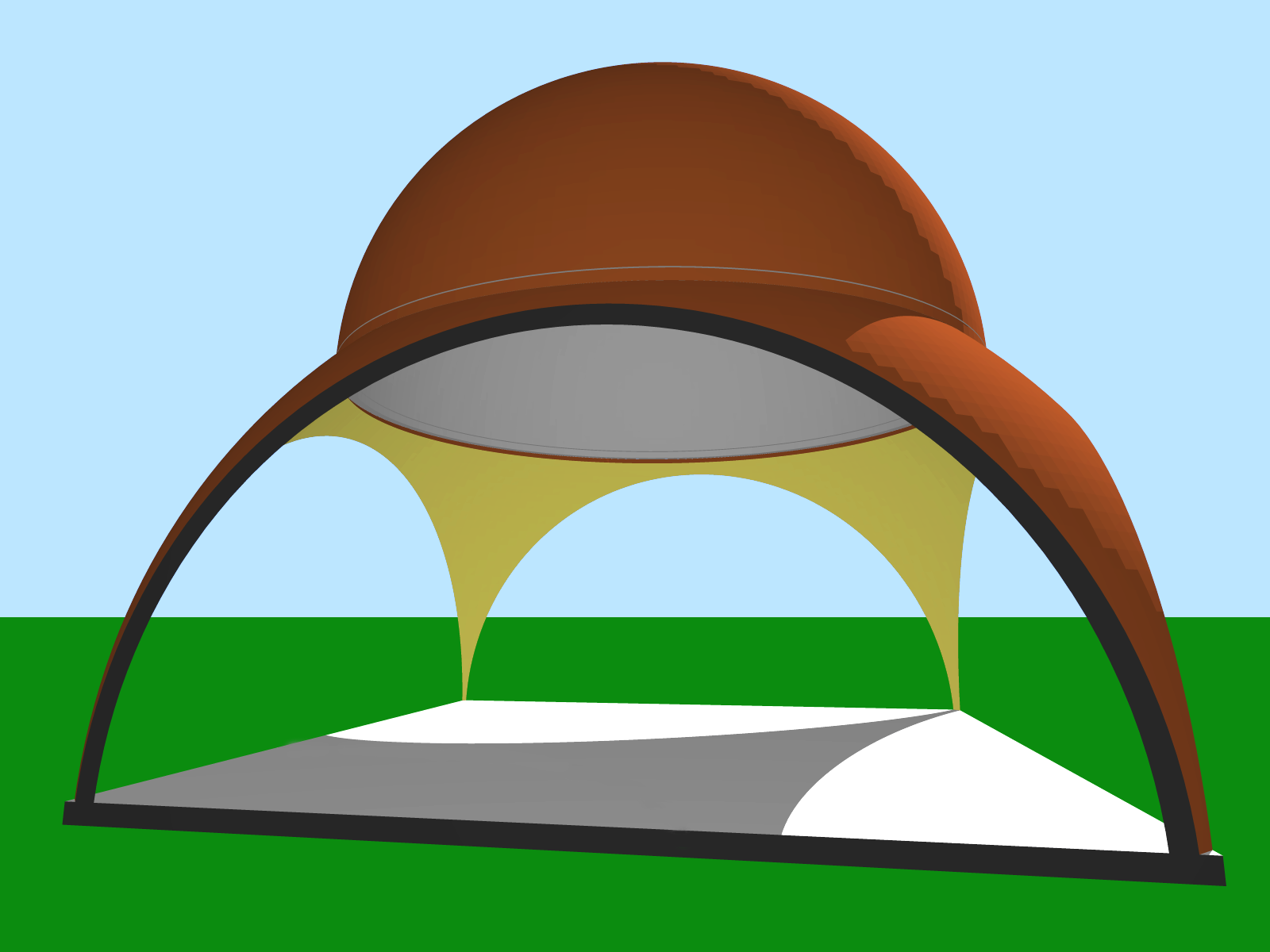
Em amarelo mostra-se os pendentes.

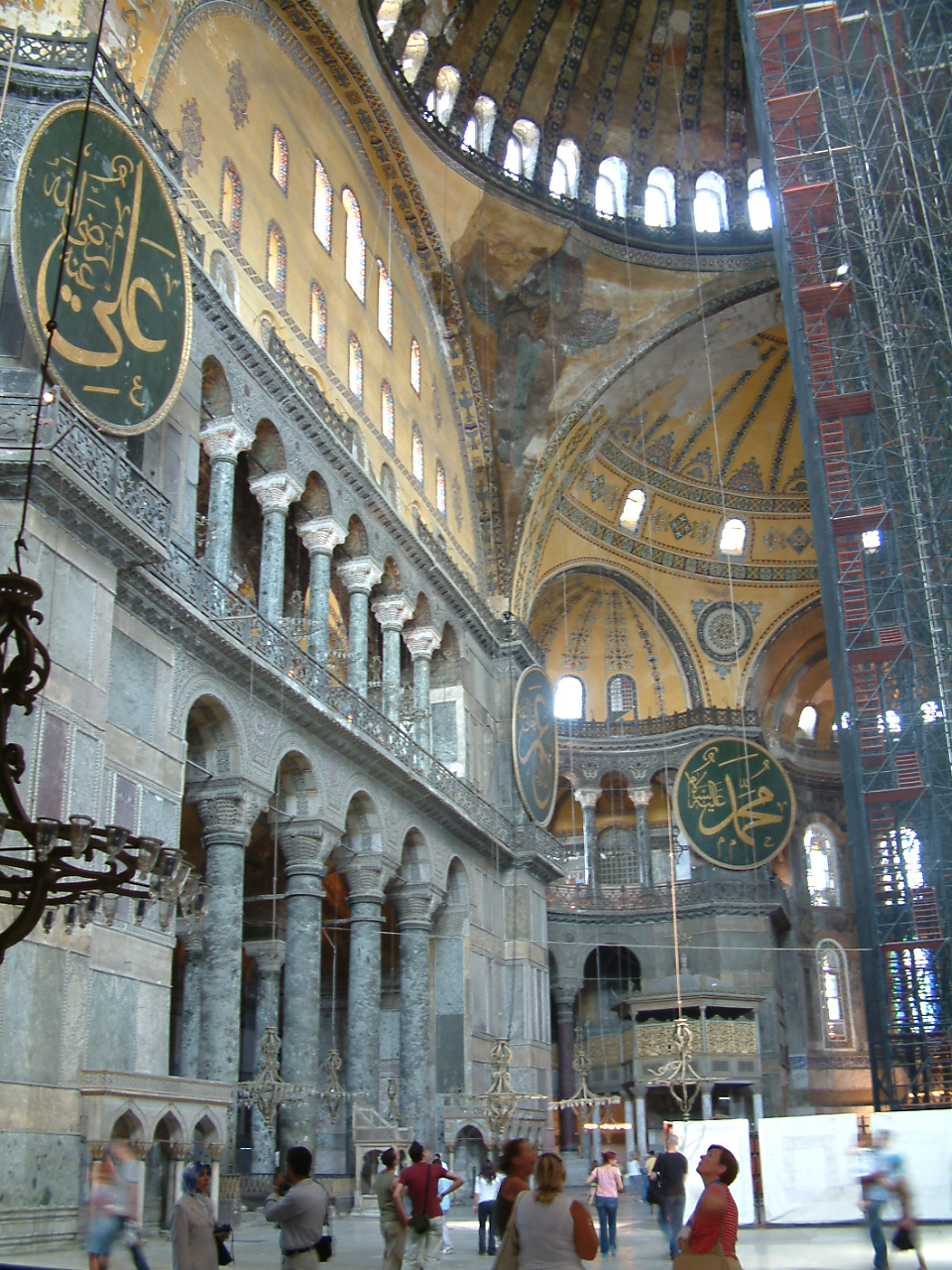
Um pendente da basílica de Santa Sofia.

Pendículo ou pendente em arquitetura é um elemento estrutural e construtivo que permite o suporte da base circular de uma cúpula sobre um espaço quadrangular ou poligonal. Trata-se segmentos triangulares curvilíneos formados dos intervalos entre os arcos e constituem a base sobre a qual era colocado o tambor. Este é também utilizado como método estrutural que permite a conversão de uma cúpula elíptica sobre uma planta rectangular. Os pendentes são triângulos esféricos que apresenta uma superfície delimitada por três arcos de circunferência. A sua construção geométrica é obtida pela secção de um hemisfério com o prisma recto cujo traço define um polígono regular inscrito na base da respectiva semiesfera, das resultantes nervuras das abóbadas que são definidas pela base da calota esférica tangente aos arcos do perímetro. Estes elementos definem-se por secções triangulares ou trapezoidais do abobadado que provê a transição entre o domo e a base quadrada onde a abóbada se apoia, transferindo o peso.
Antes da adopção dos pendículos, a utilização de mísulas ou de trompas nos cantos de um compartimento era frequente. Os pendentes foram empregues principalmente na Arquitetura do renascimento e barroco, com um tambor com janelas muitas normalmente inseridas entre os pendentes e a cúpula. A primeira experiência com a utilização de pendentes foi realizada em construções de cúpulas romanas no início dos séculos II e III. A seu resultado final foi alcançado no século VI, no Império Bizantino com a construção da Basílica de Santa Sofia em Constantinopla. O diâmetro da sua cúpula permaneceu insuperável até ao surgimento da Catedral de Florença consagrada em 1436, a qual não se utiliza de pendentes.

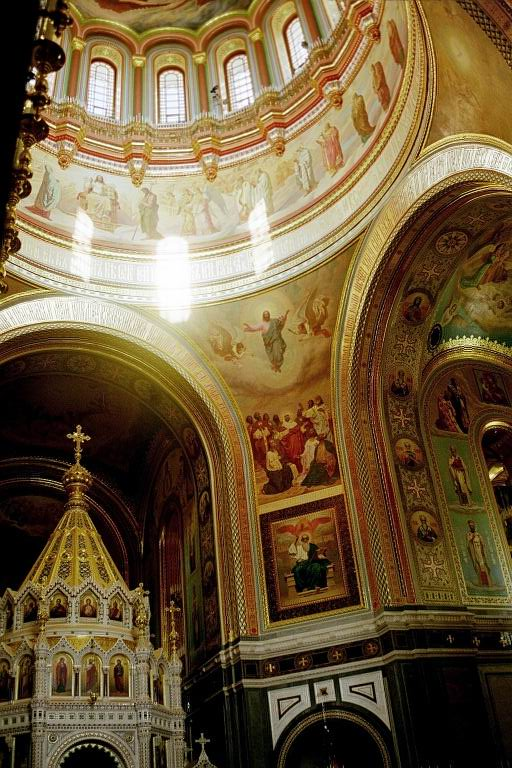
Arcos, domo e pendículo na Catedral de Cristo Salvador de Moscou
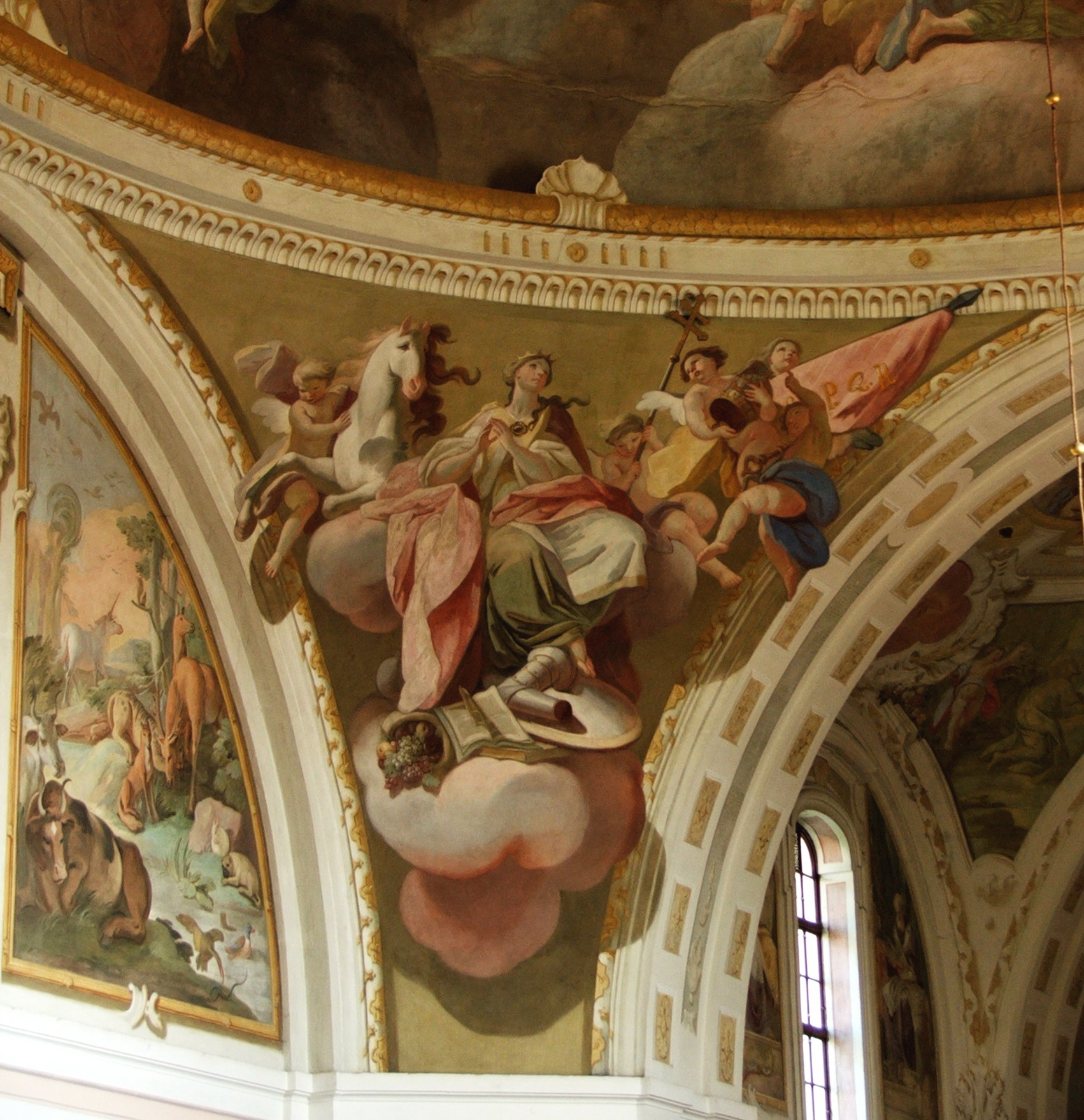
Igreja da Santíssima Trindade em Fulnek na República Checa
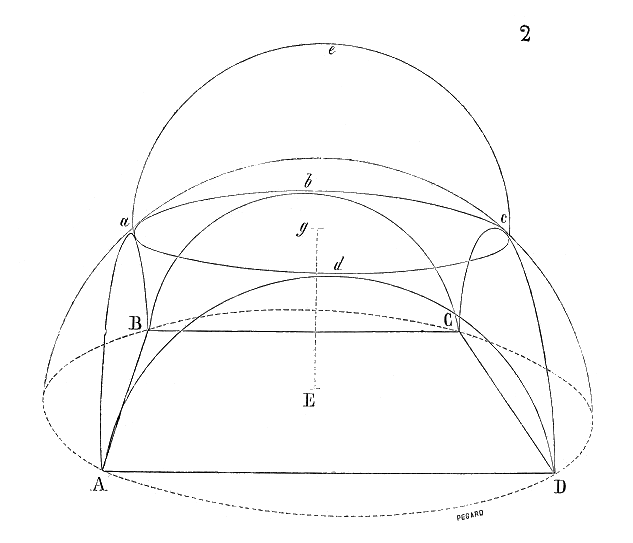
Formação de um pendículo
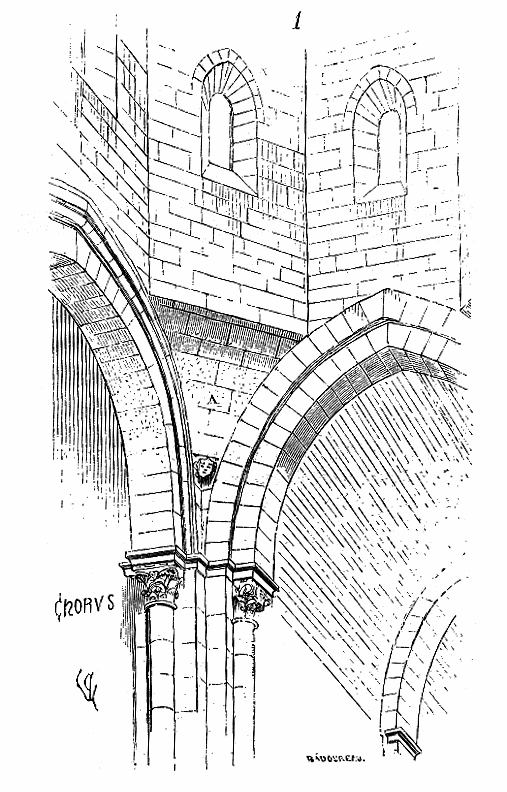
Pendículo rotulado com A